# Instituto de Medicina Legal y Ciencias Forenses de Albacete
El Instituto de Medicina Legal y Ciencias Forenses de Albacete, Cuenca y Guadalajara es el órgano de la Administración de Justicia de España que tiene como misión prestar asistencia técnica a los tribunales, fiscalías y juzgados en materia de medicina forense en las provincias de Albacete, Cuenca y Guadalajara (Castilla-La Mancha).
Esta organización, integrada por los médicos forenses y personal técnico y auxiliar, tiene su sede en la ciudad de Albacete.
El instituto de medicina legal fue creado por la Orden 1516/2004, de 17 de mayo, del Ministerio de Justicia y, en virtud de la Orden de 12 de abril de 2005, entró en funcionamiento. En sus funciones técnicas el instituto actúa con carácter independiente y sometido únicamente a las reglas de investigación científica.

## Funciones

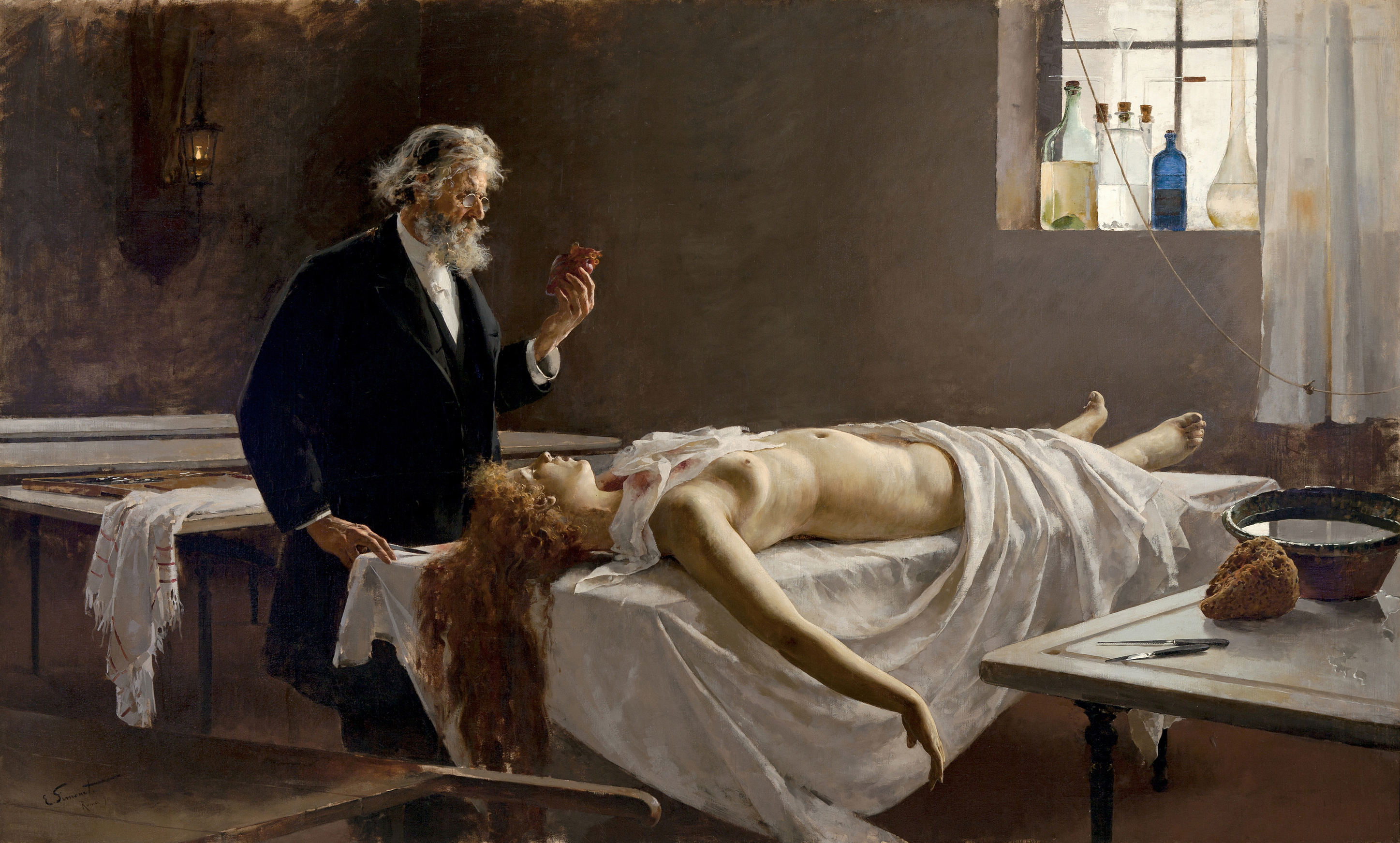
Ilustración de una autopsia

La investigación medicolegal en todos los casos de muerte violenta o sospechosa de criminalidad es la función más conocida de los médicos forenses, no obstante también es reconocida su intervención en el control periódico de la evolución de los lesionados y la valoración de los daños corporales que sean objeto de actuaciones procesales, así como la asistencia y vigilancia facultativa de las personas detenidas.

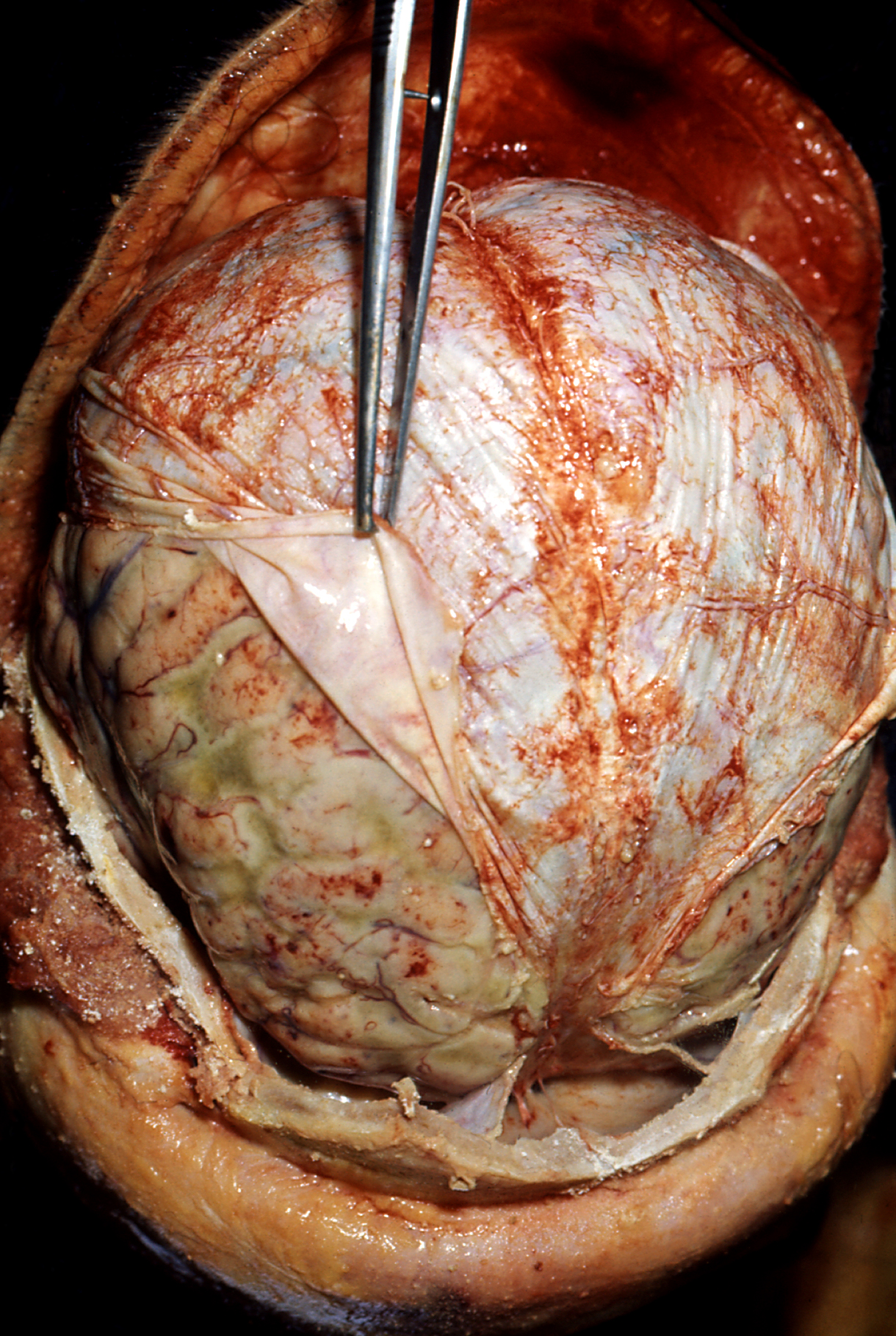
Autopsia cerebral

Además de esta vertiente más destacada, sus funciones comprenden el estudio y la emisión de los informes que le sean requeridos por las autoridades judiciales y fiscales en todos los aspectos medicolegales. También constituye su labor la emisión de informes previstos en la normativa sobre el Registro Civil (sobre la edad o sobre el sexo de las personas implicadas en expedientes gubernativos, sobre la causa de la muerte, etc.).
En el seno del instituto de medicina legal estas actividades se organizan a través del Servicio de Patología Forense (medicina forense de muertos) y del Servicio de Clínica Médico-forense (medicina forense de vivos).
Más allá, dentro de una concepción amplia de la salud, la intervención de psicólogos en el Servicio de Clínica garantiza el estudio, evaluación e informe de los aspectos de su disciplina profesional.
También se encuadra en la misión de este centro la formación y especialización de los médicos forenses y del personal técnico del Instituto.

## Personal médico forense

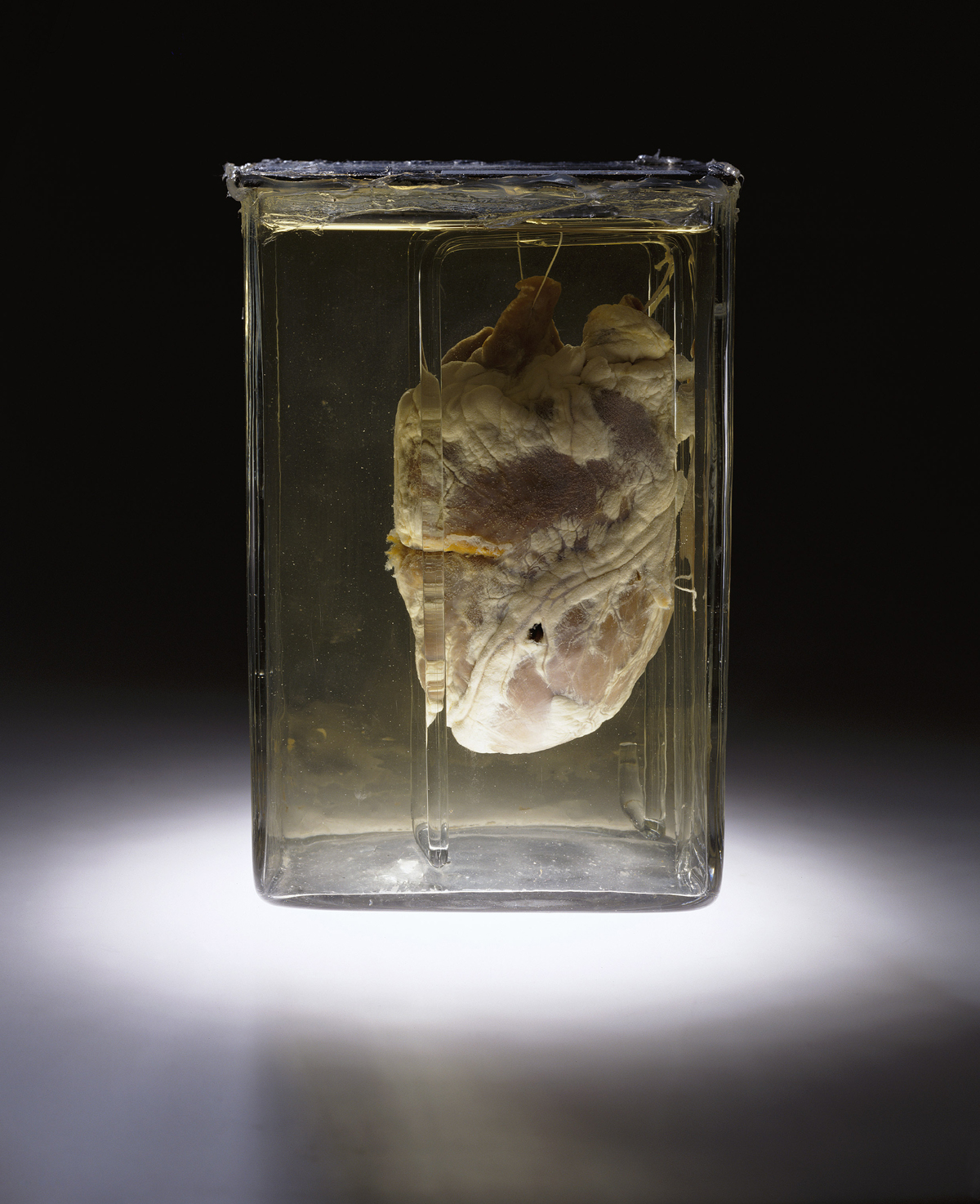
Corazón de una víctima de asesinato

El personal médico forense consta de funcionarios que constituyen un cuerpo nacional de tituladas y titulados superiores al servicio de la administración de justicia. Para el acceso a este cuerpo se exige estar en posesión del grado en medicina.
El personal médico forense destinado en el Instituto de Medicina Legal y Ciencias Forenses de Albacete, Cuenca y Guadalajara depende del director del Instituto y en el curso de las actuaciones procesales están a las órdenes de las autoridades judiciales y fiscales, pero emiten sus dictámenes médicos con plena independencia y bajo criterios estrictamente científicos.

## Organización territorial

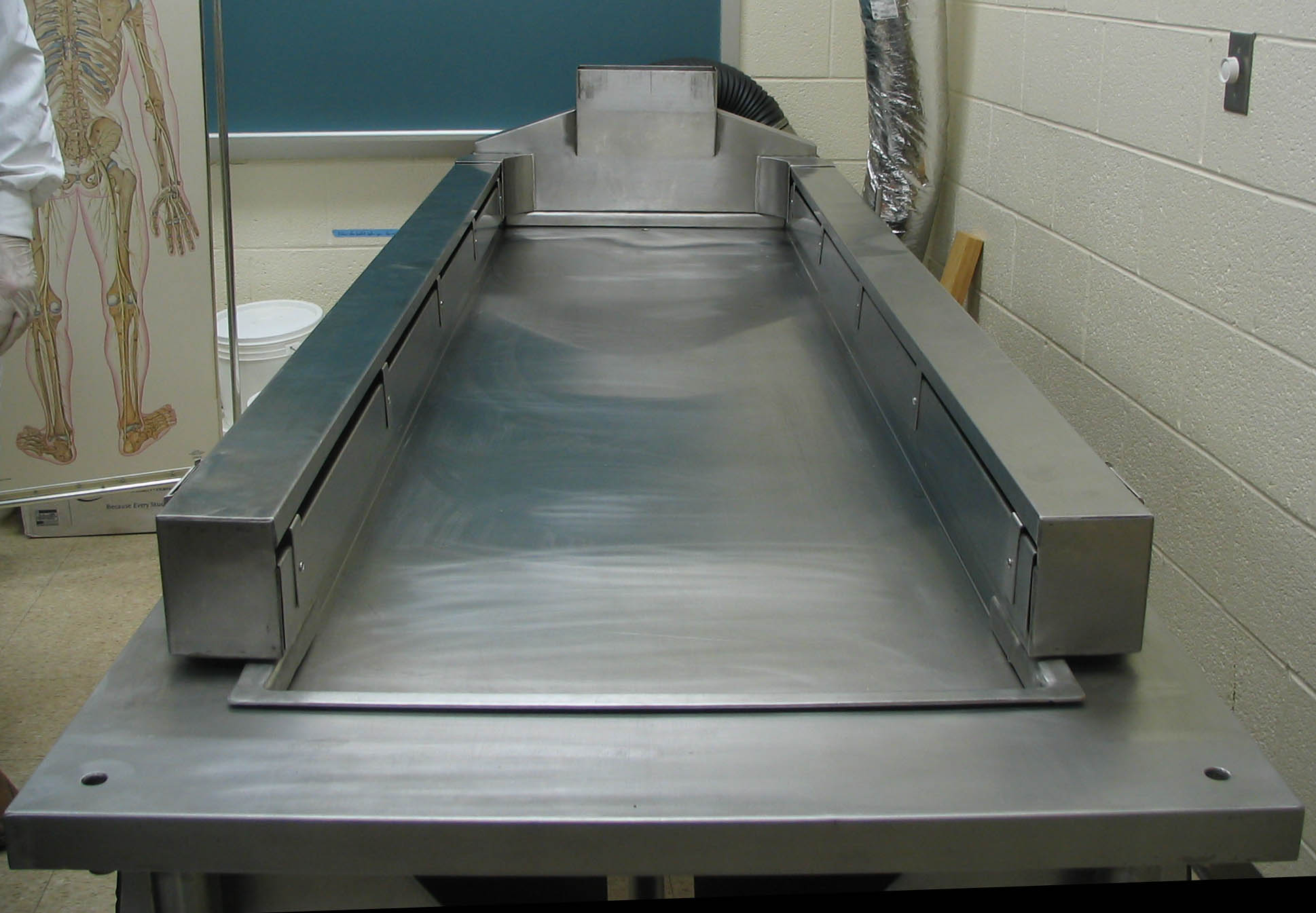
Mesa de disección anatómica utilizada en las autopsias forenses

El instituto tiene su sede en la ciudad de Albacete, sede también del Tribunal Superior de Justicia de Castilla-La Mancha, máximo órgano judicial de la comunidad autónoma, y cuenta con dos subdirecciones territoriales, cada una de ellas con sus respectivas áreas de patología forense y de clínica medicolegal. Actualmente su sede operativa se ubica en el Hospital Universitario del Perpetuo Socorro de Albacete estando previsto su traslado a un edificio propio en el entorno de la Ciudad de la Justicia, donde contará con servicios de ámbito autonómico.
El ámbito territorial de sus subdirecciones es el siguiente:
- Subdirección territorial de Cuenca, cuyo ámbito de actuación comprende los partidos judiciales de la provincia de Cuenca.
- Subdirección territorial de Guadalajara, que comprende los partidos judiciales de la provincia de Guadalajara.

## Dirección
Para alcanzar la necesaria uniformidad y coordinación el Instituto de Medicina Legal y Ciencias Forenses de Albacete está dotado de un órgano central, la Dirección.
A ésta le corresponderá realizar las labores de organización, planificación y control del funcionamiento de los distintos centros de trabajo.
Este órgano se sitúa en Albacete, ciudad en la que la institución tiene su sede oficial.
Componen la Dirección el director, quien asume sus funciones directivas y de representación, y el Consejo de Dirección (integrado por el director, los subdirectores territoriales, los jefes de servicio, y representantes del personal), al que le corresponde aprobar las directrices técnicas y los protocolos generales de actuación de los servicios.